# 彼得三世 (貓)
彼得三世（英語：Peter III，？年－1964年3月9日）是英國的一隻貓，於1947年至1964年間擔任英國內閣辦公廳首席捕鼠大臣一職。
1958年，牠因出現在BBC的電視節目裡而知名，成為電視明星，受到媒體的廣泛關注，許多觀眾紛紛寄來信件和禮物，不過全部都被內政部以「彼得三世是公務員」為由給回絕。在彼得三世的任期內，牠還曾給英國女王製造過麻煩，於一次紀念場合上，牠在女王將會途經的門墊上排泄，最終是一名官員及時將該髒墊子丟出窗外。
1964年3月9日病逝:260，其遺體葬於艾佛動物墓園。內政部收到許多來自世界各地悼念彼得三世的信函。
其後，由母貓佩達接替牠的職位。